# Chichester (Nou Hampshire)
Chichester és una població dels Estats Units a l'estat de Nou Hampshire. Segons el cens del 2000 tenia 2.236 habitants.

## Demografia
Segons el cens del 2000, Chichester tenia 2.236 habitants, 823 habitatges, i 637 famílies. La densitat de població era de 41 habitants per km².
Dels 823 habitatges en un 37,2% hi vivien nens de menys de 18 anys, en un 67,6% hi vivien parelles casades, en un 6,6% dones solteres, i en un 22,5% no eren unitats familiars. En el 17,1% dels habitatges hi vivien persones soles el 6,3% de les quals corresponia a persones de 65 anys o més que vivien soles. El nombre mitjà de persones vivint en cada habitatge era de 2,71 i el nombre mitjà de persones que vivien en cada família era de 3,04.
Per edats la població es repartia de la següent manera: un 25,5% tenia menys de 18 anys, un 5,7% entre 18 i 24, un 33,1% entre 25 i 44, un 25,7% de 45 a 60 i un 10% 65 anys o més.
L'edat mediana era de 38 anys. Per cada 100 dones de 18 o més anys hi havia 101,2 homes.
La renda mediana per habitatge era de 56.741$ i la renda mediana per família de 60.333$. Els homes tenien una renda mediana de 38.403$ mentre que les dones 28.051$. La renda per capita de la població era de 24.115$. Entorn del 2,3% de les famílies i el 3% de la població estaven per davall del llindar de pobresa.